# Sazos
Sazos is een gemeente in het Franse departement Hautes-Pyrénées (regio Occitanie). De plaats maakt deel uit van het arrondissement Argelès-Gazost. Sazos telde op 1 januari 2022 152 inwoners.

## Geografie
De oppervlakte van Sazos bedroeg op 1 januari 2022 29,38 vierkante kilometer; de bevolkingsdichtheid was toen 5,2 inwoners per km².

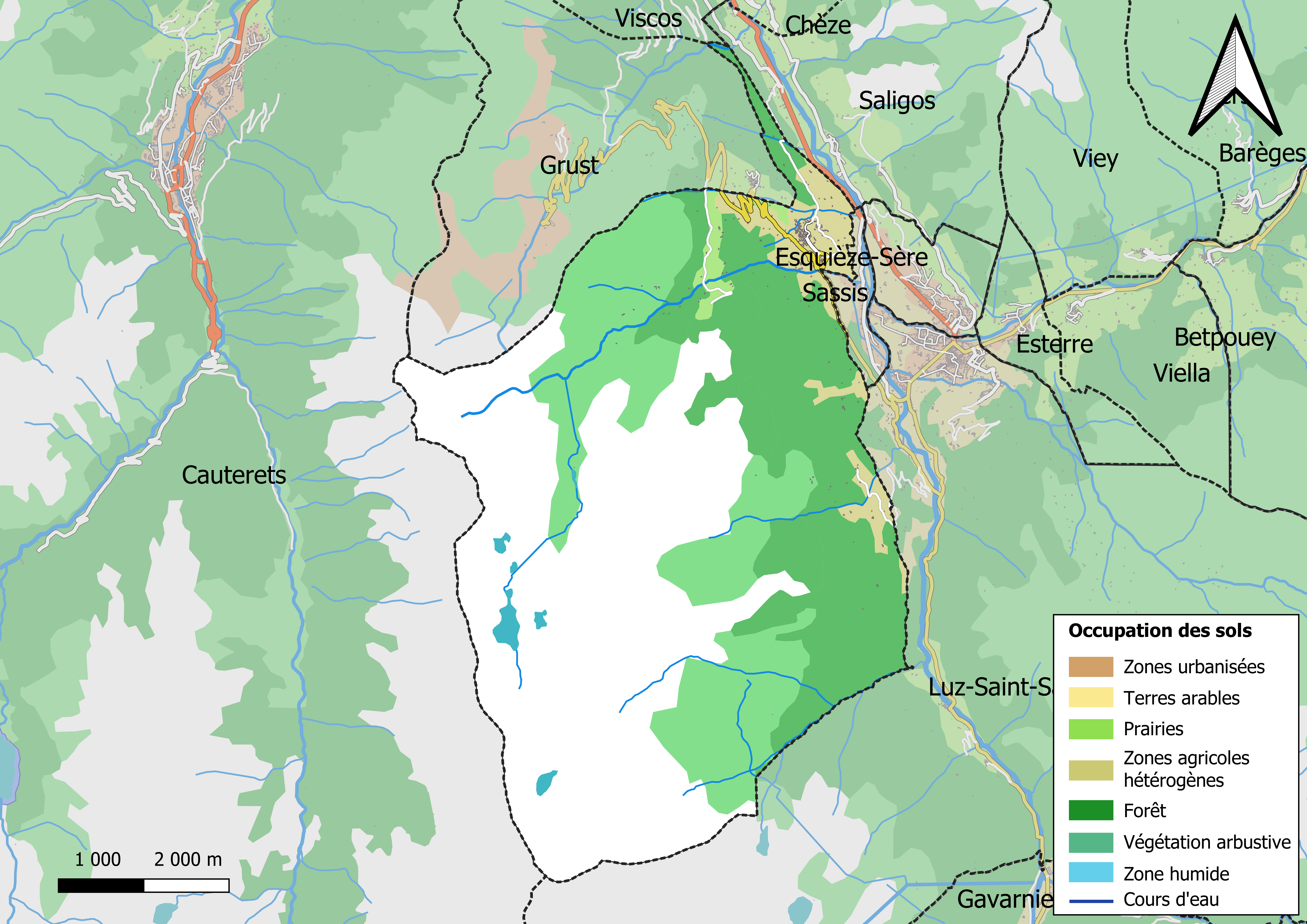
Kaart van de gemeente met belangrijkste infrastructuur, bodemgebruik en omliggende gemeenten

## Demografie
Onderstaande figuur toont het verloop van het inwonertal (bron: INSEE-tellingen).